# Základní škola Školní náměstí Chrudim
Neogotická solitérní budova základní školy se od roku 1864 nalézá na Školním náměstí v okresním městě Chrudim. Budova základní školy je od roku 1958 chráněna jako nemovitá kulturní památka ČR.

## Historie
Soliterní budovu bývalého gymnázia postavil v letech 1863-4 v neogotickém stylu chrudimský architekt František Schmoranz starší. V roce 1892 byla budova stavitelem Šafránkem prodloužena na severním a jižním konci přístavbou trojúhelných štítů zakončených nahoře obloučkovým vlysem a s nárožími ozdobenými vystupujícími sloupy. 

## Popis
Budova základní školy je dvoupatrová, přední průčelí je členěno okenními otvory do 13 os. Budova mezi 5. - 7. osou vytváří mělce vystupující rizalit na okrajích opatřený vystupujícími sloupy. Rizalit člení potrojná okna. Boky školy jsou členěny okny na čtyři osy. Chodby a třídy jsou plochostropé.
Hlavní vchod do budovy školy je přístupný z parku Žižkova náměstí a je umístěn v lomeném oblouku opatřeném po bocích sloupy zakončenými kamennými fialami. Vstupní portál do budovy je přístupný po několika schodech. Nad dveřmi jsou kamenné neogotické kružby a rozeta s vitráží.
Okna jsou tabulková, v přízemí zaklenutá lomeným obloukem, v patrech jsou segmentově zaklenuta. Fasáda průčelí je mezi okny členěna lisenami. Nad okny v přízemí prochází kolem celé budovy korunní římsa.
Pod střechou budovy školy je po celém obvodu obloučkový vlys s korunní římsou.
Zadní průčelí od Novo,městské ulice je členéno obdobně jako přední průčelí, pouze v nárožních štítech nejsou okna a v rizalitu jsou podvojná okna.
Střecha budovy je sedlová krytá taškami. Střechu rizalitu doplňuje plechová věžička s jehlancovitou střechou zakončená hvězdou.

## Galerie

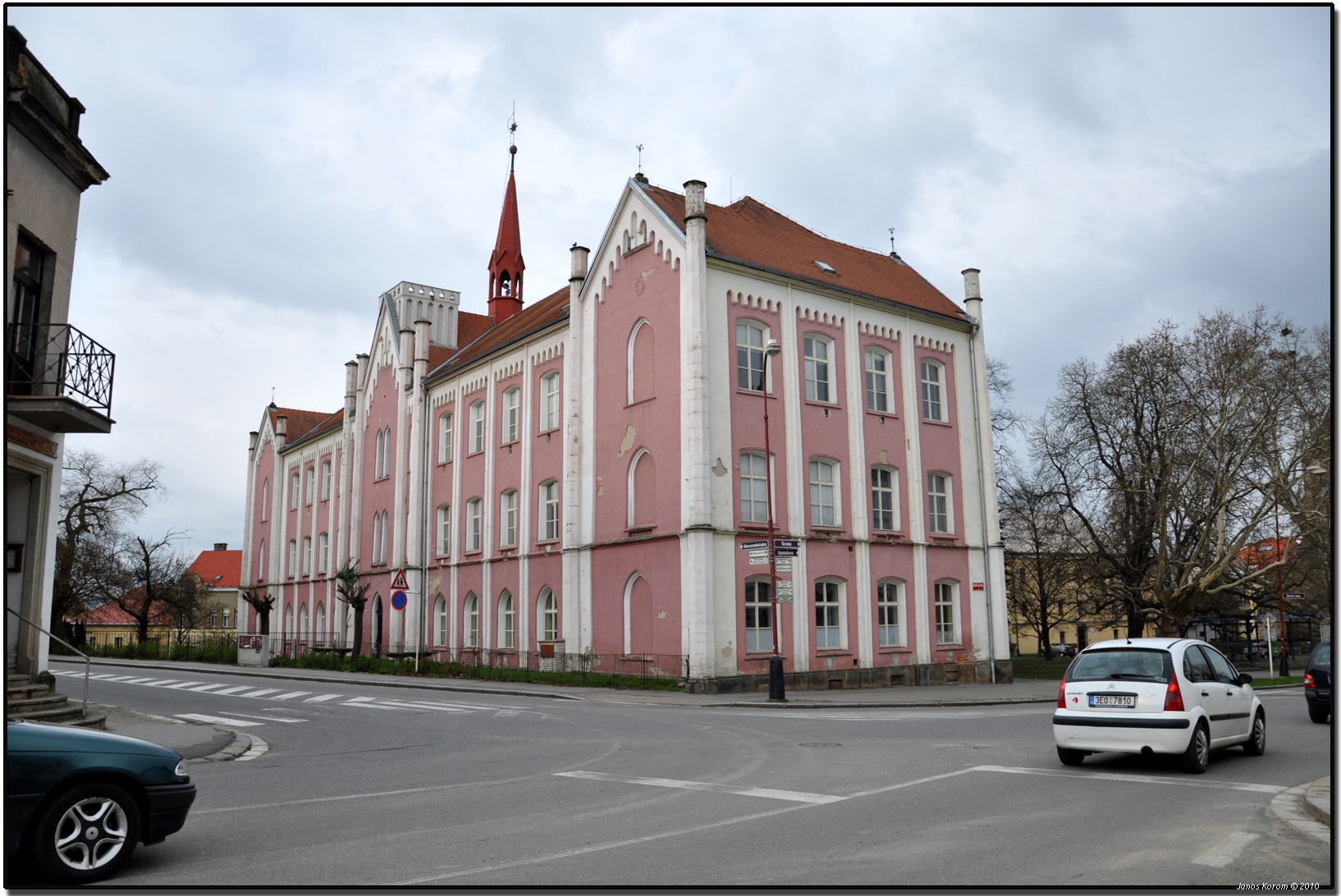
zadní průčelí školy z Novoměstské ulice
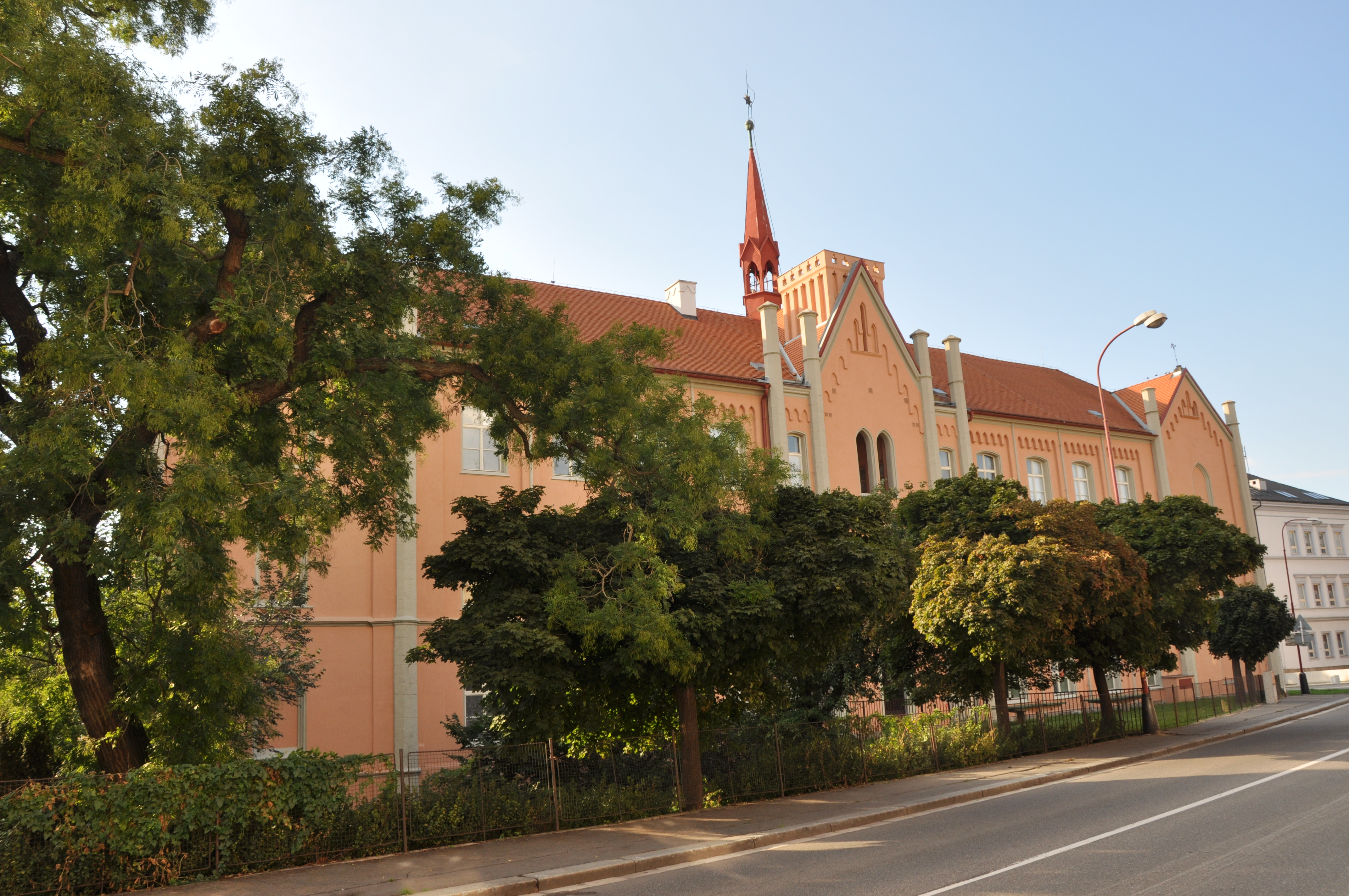
zadní průčelí školy z Novoměstské ulice
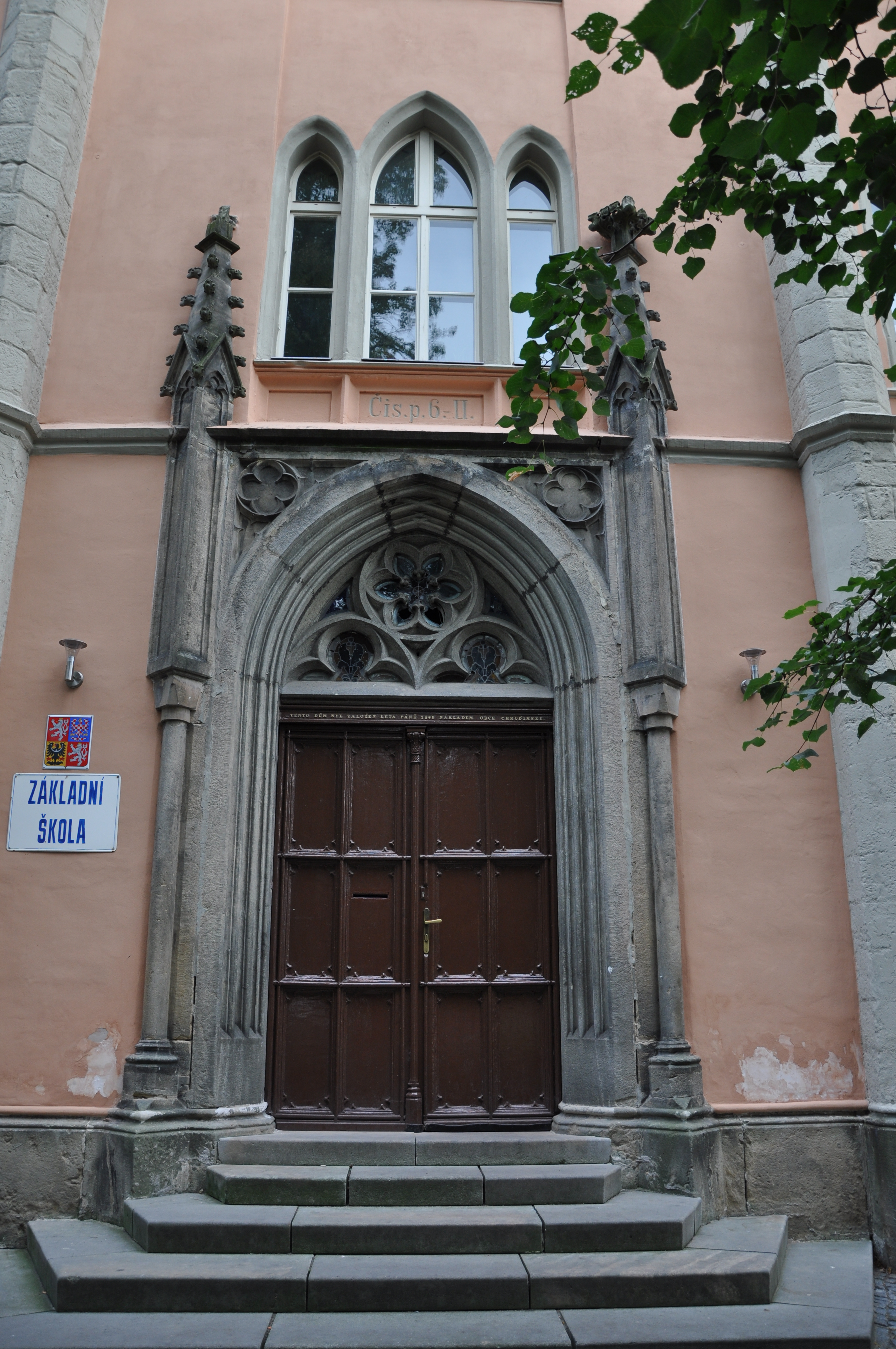
vstupní portál školy
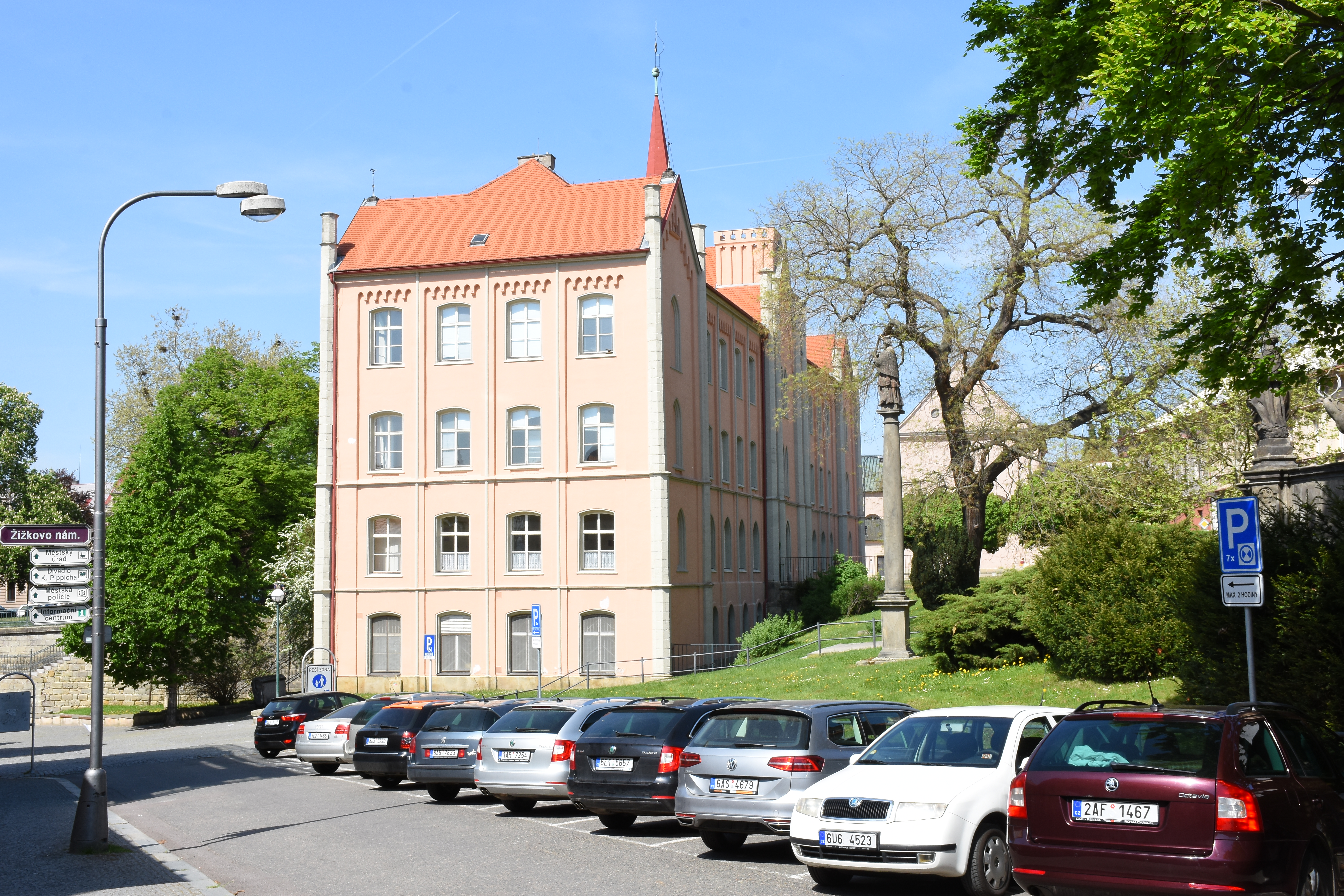
pohled na školu od sloupu Jana Nepomuckého